# Enrique Morán
Enrique Morán Blanco (ur. 15 października 1953 w Pola de Lena w Asturii) – hiszpański piłkarz, występujący na pozycji napastnika.
Z zespołem FC Barcelona zdobył: Puchar Zdobywców Pucharów (1982), Puchar Króla (1983) i Puchar Ligi (1983). W 1985 wywalczył Puchar Króla z Atlético Madryt. W latach 1979–1981 rozegrał 5 meczów w reprezentacji Hiszpanii.